# Жіноча збірна Чехії з хокею із шайбою
Жіноча збірна Чехії з хокею із шайбою  — жіноча збірна з хокею із шайбою, яка представляє Чехію на міжнародних змаганнях. Опікується командою Асоціація хокею Чехії. Хокеєм у країні займається 2,647 жінок.

## Результати

### Виступи на чемпіонатах Європи
- 1993 – 8 місце
- 1995 – 9 місце
- 1996 – 9 місце

### Виступи на чемпіонатах світу
- 1999 – 4 місце (Група В)
- 2000 – 7 місце (Група В)
- 2001 – 3 місце (Дивізіон І)
- 2004 – 2 місце (Дивізіон І)
- 2005 – 3 місце (Дивізіон І)
- 2007 – 5 місце (Дивізіон І)
- 2008 – 3 місце (Дивізіон І)
- 2009 – 5 місце (Дивізіон І)
- 2011 – 1 місце (Дивізіон ІІ)
- 2012 – 1 місце (Дивізіон І, Група А)
- 2013 – 8 місце
- 2014 – 1 місце (Дивізіон І, Група А)
- 2015 – 1 місце (Дивізіон І, Група А)
- 2016 – 6 місце
- 2017 – 8 місце
- 2019 – 6 місце
- 2021 – 7 місце
- 2022 – Бронзові медалі
- 2023 – Бронзові медалі
- 2024 – 4 місце
- 2025 – 4 місце

### Виступи на Олімпійських іграх
Жіноча збірна Чехії жодного разу не кваліфікувалась на Олімпійський хокейний турнір.